# Гонорий I
Гонорий I (лат. Honorius PP. I; ? — 12 октября 638) — папа римский с 27 октября 625 года по 12 октября 638 года.

## Биография
Родился в Кампании в семье консула Петрония. Впервые был утверждён экзархом Византии в Италии Исааком.
Гонорий стал папой через два дня после смерти его предшественника, Бонифация V.

### Деятельность в Западной Европе и Риме
Гонорий вмешивался в лангобардские ссоры, посылал миссионеров к Кинегильсу, королю Уэссекса, писал письма Эдвину, разрешил британским архиепископам взаимно посвящать друг друга в сан. Использовал перемирие с лангобардами для церковного строительства и открытия новых церквей. В базилике Св. Петра была создана новая драгоценная утварь, а гробница святого была покрыта серебряными плитами. Кроме того, по приказу Гонория с храма Венеры и Ромы была снята позолоченная черепица и перенесена на базилику Св. Петра. С разрешения византийского императора Ираклия I, в римской курии была построена базилика Св. Адриана. Ввёл на западе праздник Воздвиженья.

### Отношение к монофелитам
Гонорий поддержал эдикт императора Ираклия I Псифос, запрещавший спорить об одной или двух энергиях Спасителя, так как Отцы Церкви ранее использовали оба термина. Свое собственное мнение по вопросу папа Гонорий выражает в таких словах: «Будем исповедовать Господа нашего Иисуса Христа одного действующего в божественном и человеческом естестве», и прямо провозглашает: «Мы исповедуем в Господе Иисусе одну волю», тем самым однозначно демонстрируя свои монофелитские взгляды.
При Гонории в Византии возникла также развивавшая моноэнергизм новая идея — монофелитство, которая провозглашала двойственную природу, возможность двух энергий и двух действий, но одну волю Христа. Эту казавшуюся компромиссной идею поддерживал и Ираклий I, желавший религиозного мира среди подданных; он издал в 640 году уже после смерти Гонория, патриарха Софрония Иерусалимского и константинопольского патриарха Сергия эдикт «Ἔκθεσις», в котором утверждал это учение. Гонорий I, православно исповедовавший, согласно Максиму Исповеднику, антропологическое монофелитство (единство воли человеческого ума и воли плоти во Христе), поддержав Псифос и направив примирительное послание по поводу письма к нему, содержавшему тезисы будущего Ἔκθεσις’а, тем самым дважды заявлял о толерантности к монофелитам, за что и был посмертно предан анафеме в числе других монофелитов VI Вселенским собором. Вместе с тем, во всех догматических сочинениях Иоанна Дамаскина в списке еретиков-монофелитов, осуждённых шестым Вселенским собором, имя Гонория отсутствует. Вероятно, это связано с тем, что позиция Гонория как в отношении Псифоса, так и в отношении его послании была в своё время поддержана Софронием Иерусалимским и Максимом Исповедником.
Впоследствии эпизод, связанный с поддержкой Гонорием I монофелитов, стал одним из важных аргументов в оспаривании догмата о непогрешимости папы. Протестантский историк Ф. Шафф указывает, что Гонорий был осужден как еретик VI Вселенским собором; эта анафема была повторена VII Вселенским собором, а потом VIII Вселенским собором; также папа Лев II «объявил Гонория еретиком ex cathedra».
Об еретичности папы Гонория утверждали и видные католические историки. К.-Й. Гефеле во время Первого Ватиканского собора роздал членам собора собственное сочинение о папе Гонории «Causa Honorii Papae». В нем он утверждал, что на основании решения VI Вселенского собора каждый затем папа, до XI столетия, должен был клятвенно потвеждать, что: а) вселенский собор может судить папу за ересь; б) Гонорий был подвергнут анафеме VI Вселенским собором справедливо, потому что своим вероопределением он - папа одобрил лжеучение.
Ф.Шафф отмечает: «Историки-паписты неоднократно совершали попытки отстоять ортодоксию Гонория с целью спасения догмы о папской непогрешимости». Главным аргументом в этих попытках было отрицание подлинности исторических документов. Но когда была обнаружена Liber Diurnus, т.е. официальная книга формул Римско-католической церкви, используемых папской курией, «это стало невозможно».
Католическая церковь считает, что «антропологический монофелит» Гонорий поддержал «христологических монофелитов» из-за невежества, так как не знал греческого языка и был введён в заблуждение патриархом Сергием, который преподнёс диофелитство так, будто бы у диофелитов речь шла о противоборстве человеческих воль во Христе.

## Образ Гонория I в кино
- Дагобер / Le bon roi Dagobert (Франция, Италия; 1984) режиссёр Дино Ризи, в роли папы Гонория — Уго Тоньяцци.